# 아바나 증후군
아바나 증후군, 하바나 증후군, 하바나 신드롬(Havana syndrome), 변칙적 건강 사고(anomalous health incidents)는 주로 해외에 주둔하는 미국 외교관, 정보 기관, 군 관계자가 보고한 논란의 여지가 있는 의학적 상태이다. 영향을 받은 개인의 대부분은 인지된 국부적 큰 소리와 관련된 증상의 급성 발병을 보고했으며, 이어서 균형 및 인지 문제, 불면증 및 두통과 같은 수개월 동안 지속되는 만성 증상이 나타났다. 첫 번째 사건은 쿠바 아바나에 있는 미국과 캐나다 대사관 직원에 의해 보고되었지만, 이전 사건은 독일 프랑크푸르트에서 발생했을 수도 있다. 2016년부터 2021년까지 수백 명의 미국 정보 및 군 관계자와 그 가족이 중국, 인도, 유럽, 하노이를 포함한 해외 지역과 미국 워싱턴 D.C.에서 증상이 있다고 보고했다.
아바나 증후군의 원인은 아직 알려지지 않았으며 논란의 여지가 있다. 2019년과 2020년에 일부 미국 정부 관계자는 이 사건이 신원이 밝혀지지 않은 외국 행위자에 의한 공격에 의한 것이라고 여겼고, 다양한 미국 관리들은 보고된 증상이 초음파나 마이크로파 무기를 포함한 다양한 미확인 및 알려지지 않은 기술에 의한 것이라고 비난했다. 미국 정보국은 증상의 원인을 파악할 수 없었다. 그러나 미국 정보부와 정부 관리들은 언론에 러시아 군사 정보국이 책임이 있다는 의혹을 표명했다.
2022년부터 여러 주요 연구가 발표되었지만 보고된 상황이 적대 세력의 행동의 결과라는 증거는 발견되지 않았다. 일부는 질병의 가능한 원인으로 심인성 요인, 환경적 원인 또는 기존 질병을 언급했다. 2022년 1월 중앙정보국(CIA)은 이 증후군이 '적대 세력의 지속적인 글로벌 캠페인'의 결과가 아니라는 결론을 내린 중간 평가를 발표했다. 검토된 1,000건 중 976건에서 외국 개입이 배제되었다. 2023년 3월, 7개 미국 정보 기관은 제안된 아바나 증후군 사례에 대한 검토를 완료하고 "사용 가능한 정보가 보고된 사건을 유발하는 데 미국 적의 개입을 일관되게 지적하고 있다"는 합의와 함께 분류되지 않은 보고서를 발표했다. "매우 가능성이 낮음"이었다. 이러한 입장은 국가정보위원회(National Intelligence Council)의 2024년 3월 보고서에서 반복되었다.

## 같이 보기
- 미국-쿠바 관계
- 전자 가해
- 마이크로파 청각 효과